# ドナルドのめざまし時計
『ドナルドのめざまし時計』（ドナルドのめざましどけい、原題：Early to Bed）は、ウォルト・ディズニー・プロダクション（現：ウォルト・ディズニー・カンパニー）が製作した1941年7月11日公開のアニメーション短編映画作品。ドナルドダック・シリーズの第30作である。

## あらすじ
明日は早起きしなくちゃと意気込み、ベッドに入るドナルド。しかし、オンボロになった目覚まし時計の異音で思うように眠れずにいた。オンボロになった目覚まし時計を壊したが、今度はベッドが変形し、眠れずにいる。ベッドを直して眠ったドナルドは最後に、壊したばかりの目覚まし時計の音でベッドが壊れ、不機嫌になる。

## その他
冒頭、ドナルドが就寝準備をしながら歌っていた曲は、童謡「ロッカー・バイ・ベイビー」。

## スタッフ
- 製作：ウォルト・ディズニー
- 脚本：ジャック・ハンナ
- 監督：ジャック・キング

## キャスト
| キャラクター   | 原語版               | 旧吹き替え版 | 新吹き替え版 |
| -------------- | -------------------- | ------------ | ------------ |
| ドナルドダック | クラレンス・ナッシュ | 関時男       | 山寺宏一     |
| ナレーター     | -                    | 土井美加     | -            |

## 日本での公開

### 収録
- 『ドナルドダック・クロニクル Vol.1 限定保存版』（DVD、ブエナ・ビスタ・ホーム・エンターテイメント、新吹き替え版）